# Bibi Ka Maqbara
Le Bibi Ka Maqbara (en ourdou : بیبی كا مقبرہ, « bibi kā maqbara », c'est-à-dire « tombe de l'épouse (ou de la Dame) ») est un mausolée (maqbara) construit à la fin XVIIe siècle par un des fils d'Aurangzeb, Azam, en hommage à sa mère, Rabî'a-ud-Daurani, décédée en 1657. Il se trouve à Aurangâbâd, dans l'État du Maharashtra (Inde), et souvent appelé « Taj du Deccan » en raison de sa ressemblance avec le Taj Mahal.

## Description
Le mausolée se trouve au cœur d'un vaste jardin quadrilatère clôturé, long (du nord au sud) de 458 mètres, et large (d'est en ouest) de 278 mètres. Ce jardin est de dessin typiquement moghol : quatre allées principales divisent l'espace en quatre parties, avec le monument au centre, le tout agrémenté de bassins, de fontaines et de jets d'eau. Les nombres huit et neuf, qui étaient considérés comme auspicieux, se retrouvent à plusieurs endroits, par exemple l'octogone qui donne leur forme aux minarets et aux bassins.
Par son plan et sa structure générale, le mausolée rappelle le Taj Mahal d'Agra. La plus grande différence entre celui-ci et le Bibi ka Maqbara tient aux matériaux. Si pour le premier on a uniquement utilisé  du marbre, le deuxième est essentiellement fait de plâtre. Ce n’est pas là un simple détail mais bien plutôt un signe du déclin que l’empire connaîtra avec les successeurs d'Aurangzeb. À l'intérieur de l'édifice, on découvre la tombe, placée sous le dôme, mais en contrebas du niveau de l'entrée, dans une cavité octogonale. La tombe elle-même est en outre entourée d'une clôture en marbre ajouré, également octogonale. De cette façon, elle peut être vue depuis le rez-de-chaussée du bâtiment. 
Cependant, la symétrie parfaite de l'ensemble a été parasitée au tournant des 18e et 19e siècles par l'ajout d'une mosquée sur la partie ouest de la plateforme, œuvre des Nizam d’Hyderabad. Bâtie en basalte et en plâtre, cette mosquée est délimitée sur sa façade principale par une arcade, et elle peut accueillir quelque 380 personnes. Les raisons de la construction d’une mosquée à cet endroit sont d'autant moins claires que le site en possédait déjà une, située du même côté le long de l'enceinte de l'ensemble. 

## Datation et commanditaire
Une plaque à l'entrée du monument indique que le Bibi ka Maqbara a été construit entre 1651 et 1661 par Azam Shah, un des fils de Aurangzeb. Cette double affirmation a été l'objet de controverses parmi les chercheurs. 
La date : Dirlas Banu Begum, qui fut la première femme d'Aurangzeb, est morte en 1657 à cause de complications qui ont suivi la naissance de son cinquième enfant. Il est donc peu probable que la construction du monument ait commencé en 1651. Il est plus probable que le monument fut construit entre 1657 et 1661. En tout cas, la chercheuse Laura Parodi ne remet pas en question la datation de fin des travaux.  

Le commanditaire : il s'agit sans doute d'Aurangzeb. En revanche, Shah Jahan, son père, étant fort malade, Aurangzeb dut partir à ce moment pour Delhi afin de faire valoir sa volonté de succéder à son père (c'est 1657 qu'a débuté la guerre de succession entre Aurangzeb et ses frères). C'est pourquoi on affirme souvent que son fils a assuré la supervision des travaux. De toute façon, si l'on garde la date de 1651 et même si on admet la date de 1657 pour le début de la construction de ce monument, il est impossible qu'Azam Shah en soit le commanditaire. 

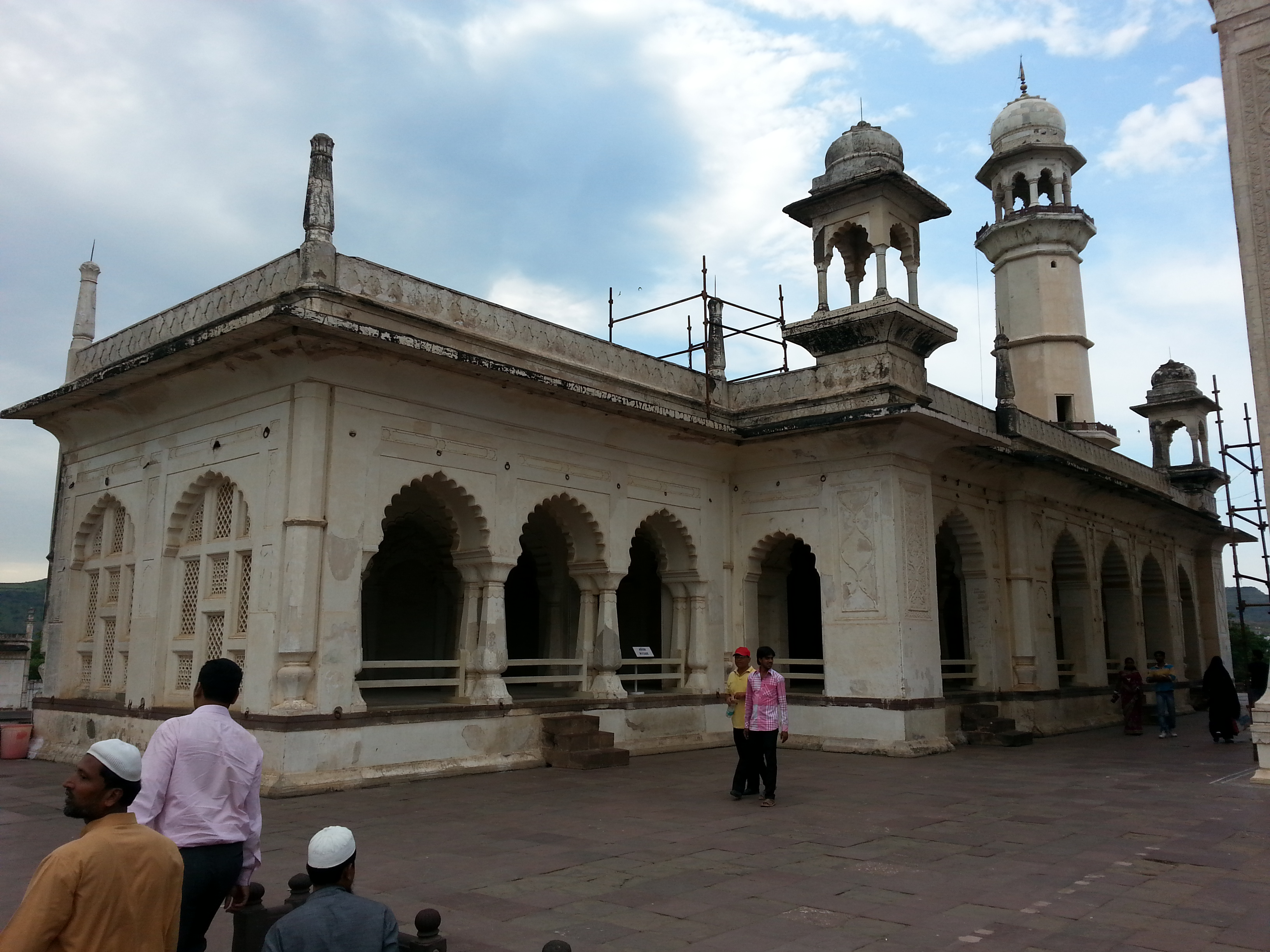
Vue extérieur de la mosquée ajoutée à l'ensemble Bibi Ka Maqbara.

Aurangzeb n'étant guère aimé en Inde, il se peut qu'il y ait eu une volonté de faire disparaître son nom du monument le plus emblématique de la ville, et ce malgré des aberrations historiques. 